# Neophyte
Neophyte er en af de største grupper inde for hardcore/gabber. Gruppen blev dannet i 1992 i Rotterdam, Holland. De tre originale medlemmer af gruppen er Jeroen Streunding, Danny Greten og Robin van Roon.
Neophyte har op til flere gange arbejdet sammen med Tha Playa, DJ Panic, Evil Activities og Rotterdam Terror Corps.
| Musikgruppe | Spire Denne artikel om en musikgruppe er en spire som bør udbygges. Du er velkommen til at hjælpe Wikipedia ved at udvide den. |